# Agnes van den Bossche

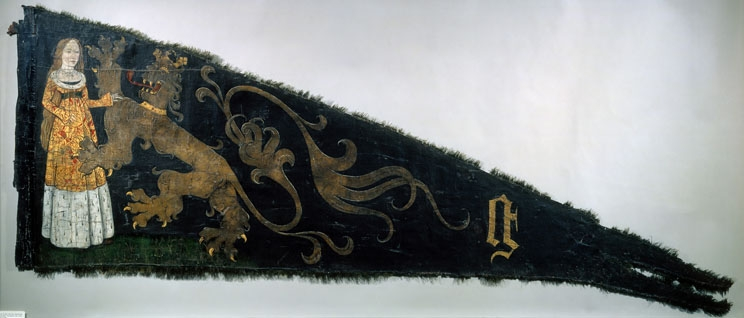
La doncella de Gante - Bandera de la ciudad de Gante, 1481–82. 100 x 265 cm, Museo STAM, Gante

Agnes van den Bossche (c. 1435–40 – c. 1504) fue una pintora flamenca que trabajó en Gante a mediados y finales del siglo XV.
Es una de las pocas mujeres conocidas admitidas en el gremio de pintores de Gante, y trabajó principalmente en el diseño de banderas y pancartas. Aunque estos son registros de numerosos encargos, hoy en día se la conoce por su única obra existente, el estandarte triangular La doncella de Gante, la única pintura registrada de una mujer flamenca del siglo XV.

## Vida y carrera

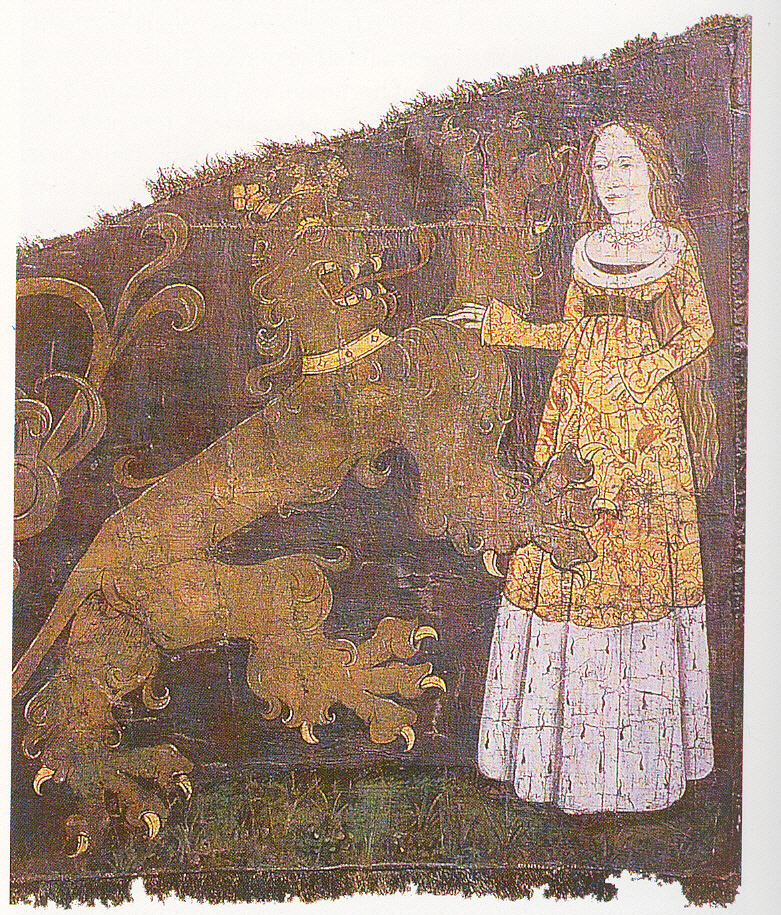
Agnes van den Bossche, detalle de la Doncella de Gante

Se desconoce la fecha exacta de nacimiento de Agnes van den Bossche, pero probablemente fue hacia 1435-1440 en Gante. Existen varios registros de su vida. Pertenecía a una familia de pintores de renombre, como su padre Tristran, maestro pintor en Gante, y su hermano Lievin. Cuando fue admitida en el gremio de artistas, Justo de Gante actuó como su garante. de Gante había desempeñado antes el mismo papel para el renombrado maestro Hugo van der Goes.  Su única obra que se conserva es la Doncella de Gante de 1481-82, que forma parte de una serie de banderas encargadas por el gobierno de la ciudad de Gante. Otros encargos conocidos de la ciudad incluyen blasones y gallardetes para trompetas entre 1474 y 1475, y para una serie de banderas en 1476-77 para la Entrada Alegre de la Duquesa Marie. Desarrolló un baldaquino para una estatua de la Virgen en la Catedral de Nuestra Señora de Tournai, decorando la estatua tres veces en su carrera. Un encargo de 1483-84 incluía un banderín que representaba a San Antonio y la Doncella de Gante.

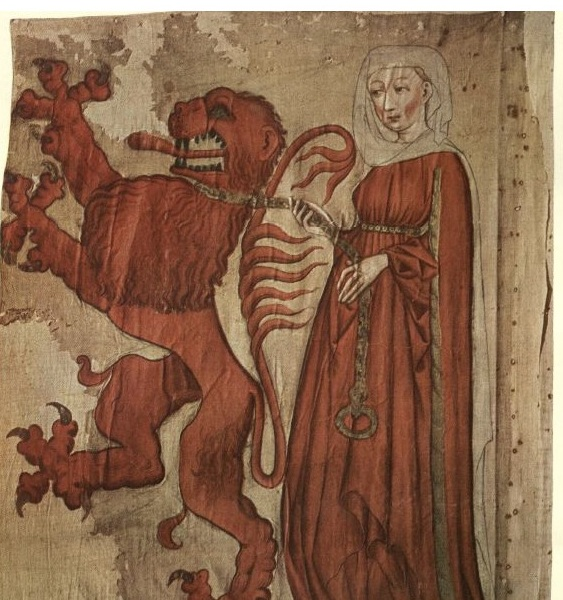
Artista desconocido, Bandera de Frauenfeld,, Historisches Museum, Frauenfeld. Un diseño muy similar, pero con una doncella algo más matrona

Aunque van den Bossche estaba bien considerada por los comisarios de la ciudad, como artista parece haber sido de segunda fila. Dos factores lo indican. Su única obra existente fue pintada sobre un soporte de lona, el material más barato disponible para una bandera de este tipo. En segundo lugar, las banderas, los estandartes, los blasones y los gallardetes no eran formatos propios de los pintores de alto nivel; no hay pruebas de que trabajara en pinturas sobre tabla, retablos o arte devocional de ningún tipo.
La Doncella de Gante está pintada por ambas caras con óleo sobre lino, y está decorada a lo largo de los bordes de los flecos de seda verde con bordados. Contiene una gran letra "G" dorada en letra gótica, que representa la ciudad de Gante. La doncella actúa como símbolo de la ciudad entonces asediada, y está representada con el tipo de cuerpo ideal en el estilo gótico tardío. Está de pie sobre una zona de hierba y flores, mientras su mano se apoya en un gran león rojo de diseño heráldico y lo sostiene. El león está representado de forma genérica, y es casi idéntico a los de otras banderas de ciudades, especialmente en dos estandartes posteriores del siglo XIV o principios del XV de Frauenfeld, Turgovia, Suiza.

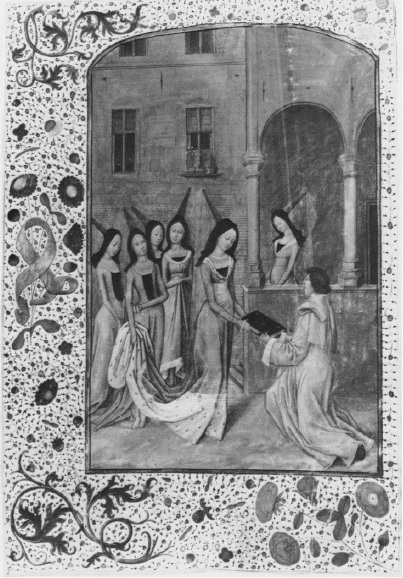
Miniaturista desconocido El escriba presentando su trabajo a Margarita de Austria. Biblioteca de la Universidad Friedrich-Schiller, Jena. Sra. El. F. 85, 13 V

Está vestida como una princesa, con un vestido dorado de brocado con cuello forrado de armiño, cintura ajustada y ancha, y mangas ceñidas que se ensanchan en los puños. Tiene la cintura alta, los pechos pequeños y el vientre prominente. El cuello cuelga sobre la parte superior del pecho, cubriendo parcialmente un vestido interior con escote horizontal, similar al de la segunda hija del Tríptico de la familia Moreel de Hans Memling.
La bandera está en buen estado; estuvo sin usar durante siglos en un almacén del gobierno. Conserva su asta de madera original. Sin embargo, se ha perdido parte de los flecos de seda, así como trozos de lino de la punta y alrededor de la doncella. Hay grietas en partes de la superficie de la pintura, así como algunas reparaciones anteriores.

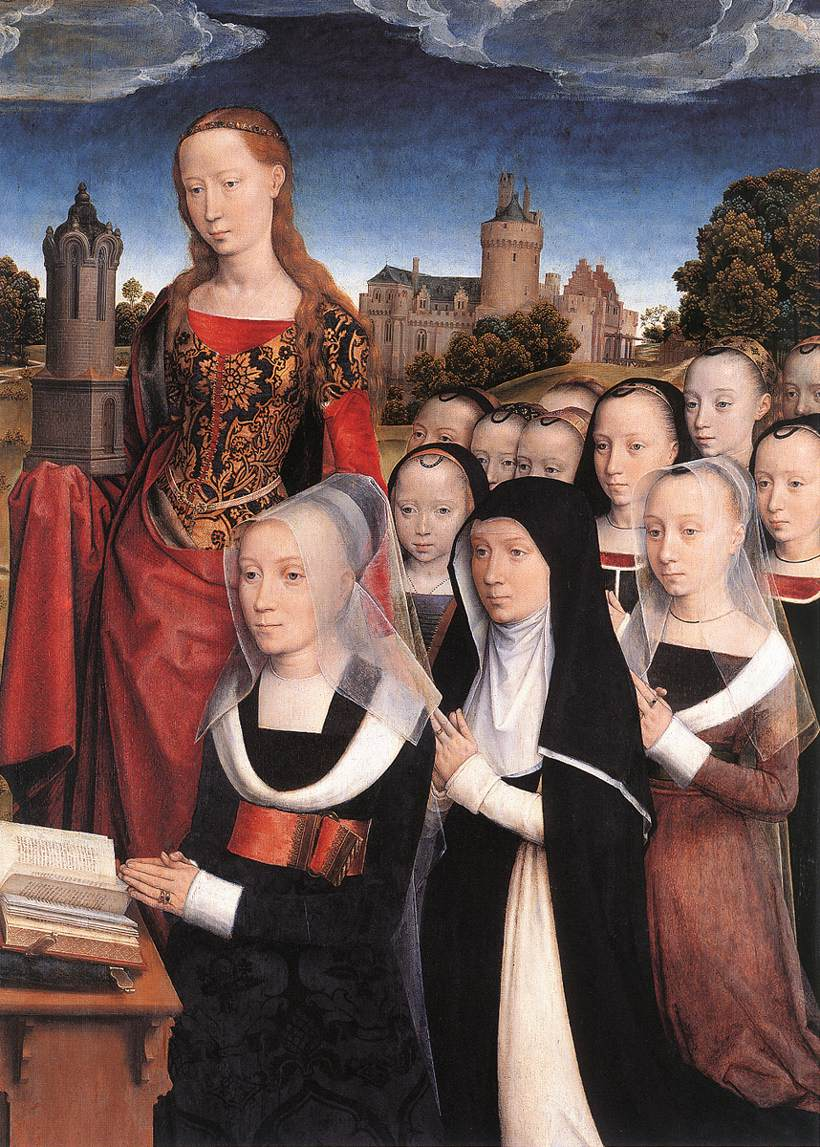
Hans Memling, Tríptico de la familia Moreel, 1484

Situando a la Doncella de Gante en su contexto, la historiadora del arte Diane Wolfthal observó que "no es una obra de la más alta calidad. Si bien la pintura resulta eficaz desde la distancia, es tosca de cerca, especialmente los dedos y el rostro. Sin embargo, una mirada a la bandera de Agnes van den Bossche amplía nuestra visión de las pintoras de la época. No sólo iluminaban manuscritos, sino que también pintaban lienzos de tres metros. El mayor valor de la bandera es histórico. No sólo es, que yo sepa, la única bandera pintada sobre lienzo que puede asignarse con seguridad a la escuela de los primeros Países Bajos, sino que es la única pintura documentada de una mujer flamenca del siglo XV".

## Otras lecturas
- Van Der Stighelen, Katlijne; Westen, Mirjam; Meijer, Maaike. A chacun sa grâce. Femmes artistes en Belgique et au Pays-Bas 1500–1950 . París: Ludion, 1999ISBN 90-5544-272-0
- Antoni, Ziemba. Sztuka Burgundii i Niderlandów 1380–1500 . Varsovia: Wydawnictwo Uniwersytetu Warszawskiego, 2008.ISBN 978-83-235-0443-6